# Neotrichoporoides tokatensis
Neotrichoporoides tokatensis är en stekelart som beskrevs av Miktat Doganlar 1993. Neotrichoporoides tokatensis ingår i släktet Neotrichoporoides och familjen finglanssteklar.
Artens utbredningsområde är Turkiet. Inga underarter finns listade i Catalogue of Life.